# Maurice Ntounou
Maurice Ntounou (Brazzaville, 13 settembre 1972) è un ex calciatore della Repubblica del Congo, di ruolo difensore.

## Carriera

### Club
Ha cominciato a giocare in patria, al Kotoko MFOA. Nel 1995 si è trasferito in Francia, al Brétigny-sur-Orge. Nel 1996 è passato al Red Star. Nella stagione 1997-1998 ha militato nell'Évry, totalizzando 21 presenze e quattro reti. Nel 1998 è stato acquistato dal Pacy, club in cui ha militato per otto anni e con cui ha concluso la propria carriera nel 2006.

### Nazionale
Ha debuttato in Nazionale il 15 gennaio 1992, in Costa d'Avorio-Repubblica del Congo (0-0). Ha messo a segno la sua prima rete con la maglia della Nazionale il 28 febbraio 1999, in Repubblica del Congo-Costa d'Avorio (1-0), siglando l'unica rete del match al minuto 60. Ha partecipato, con la Nazionale, alla Coppa d'Africa 1992 e alla Coppa d'Africa 2000. Ha collezionato in totale, con la maglia della Nazionale, 12 presenze e una rete.

## Statistiche

### Cronologia presenze e reti in Nazionale
| Cronologia completa delle presenze e delle reti in nazionale ― Rep. del Congo | Cronologia completa delle presenze e delle reti in nazionale ― Rep. del Congo | Cronologia completa delle presenze e delle reti in nazionale ― Rep. del Congo | Cronologia completa delle presenze e delle reti in nazionale ― Rep. del Congo | Cronologia completa delle presenze e delle reti in nazionale ― Rep. del Congo | Cronologia completa delle presenze e delle reti in nazionale ― Rep. del Congo | Cronologia completa delle presenze e delle reti in nazionale ― Rep. del Congo | Cronologia completa delle presenze e delle reti in nazionale ― Rep. del Congo |
| Data                                                                          | Città                                                                         | In casa                                                                       | Risultato                                                                     | Ospiti                                                                        | Competizione                                                                  | Reti                                                                          | Note                                                                          |
| ----------------------------------------------------------------------------- | ----------------------------------------------------------------------------- | ----------------------------------------------------------------------------- | ----------------------------------------------------------------------------- | ----------------------------------------------------------------------------- | ----------------------------------------------------------------------------- | ----------------------------------------------------------------------------- | ----------------------------------------------------------------------------- |
| 15-01-1992                                                                    | Ziguinchor                                                                    | Costa d'Avorio                                                                | 0 – 0                                                                         | Rep. del Congo                                                                | Coppa d'Africa 1992                                                           | -                                                                             |                                                                               |
| 20-01-1992                                                                    | Dakar                                                                         | Ghana                                                                         | 2 – 1                                                                         | Rep. del Congo                                                                | Coppa d'Africa 1992 - Quarti di finale                                        | -                                                                             |                                                                               |
| 20-12-1992                                                                    | Pointe-Noire                                                                  | Rep. del Congo                                                                | 0 – 1                                                                         | Nigeria                                                                       | Qual. Mondiali 1994                                                           | -                                                                             | 35’                                                                           |
| 31-01-1993                                                                    | Pointe-Noire                                                                  | Rep. del Congo                                                                | 0 – 1                                                                         | Sudafrica                                                                     | Qual. Mondiali 1994                                                           | -                                                                             |                                                                               |
| 27-02-1993                                                                    | Enugu                                                                         | Nigeria                                                                       | 2 – 0                                                                         | Rep. del Congo                                                                | Qual. Mondiali 1994                                                           | -                                                                             |                                                                               |
| 06-04-1997                                                                    | Pointe-Noire                                                                  | Rep. del Congo                                                                | 2 – 0                                                                         | Sudafrica                                                                     | Qual. Mondiali 1998                                                           | -                                                                             |                                                                               |
| 27-04-1997                                                                    | Lusaka                                                                        | Zambia                                                                        | 3 – 0                                                                         | Rep. del Congo                                                                | Qual. Mondiali 1998                                                           | -                                                                             | 78’                                                                           |
| 28-02-1999                                                                    | Pointe-Noire                                                                  | Rep. del Congo                                                                | 1 – 0                                                                         | Sudafrica                                                                     | Qual. Coppa d'Africa 2000                                                     | 1                                                                             | 60’                                                                           |
| 11-04-1999                                                                    | Abidjan                                                                       | Costa d'Avorio                                                                | 2 – 0                                                                         | Rep. del Congo                                                                | Qual. Coppa d'Africa 2000                                                     | -                                                                             | 62’                                                                           |
| 06-06-1999                                                                    | Bamako                                                                        | Mali                                                                          | 3 – 1                                                                         | Rep. del Congo                                                                | Qual. Coppa d'Africa 2000                                                     | -                                                                             | 64’                                                                           |
| 20-06-1999                                                                    | Pointe-Noire                                                                  | Rep. del Congo                                                                | 3 – 0                                                                         | Namibia                                                                       | Qual. Coppa d'Africa 2000                                                     | -                                                                             |                                                                               |
| 28-11-1999                                                                    | Libreville                                                                    | Rep. del Congo                                                                | 2 – 1                                                                         | Togo                                                                          | Amichevole                                                                    | -                                                                             | 65’                                                                           |
| Totale                                                                        |                                                                               | Presenze                                                                      | 12                                                                            |                                                                               | Reti                                                                          | 1                                                                             |                                                                               |